# Гаухсбах
Гаухсбах (нем. Gauchsbach) — река в Германии, протекает по Средней Франконии (земля Бавария). Речной индекс 242168 — совместно с рекой Ebenbach. Общая длина рек 14,54 км.. Площадь водосборного бассейна — 37,88 км².
Гаухсбах образуется в результате слияния небольших речек Ebenbach и Röst. Высота истока — 392 м. Высота устья 337 м.
Название реки происходит от древневерхненемецкого Gauch — Кукушка.